# Karlen Mkrttjian
Karlen Mkrttjian (armeniska: Կառլեն Վարդգեսի Մկրտչյան), född 25 november 1988 i Jerevan, är en armenisk fotbollsspelare som spelar för Anzji Machatjkala. Han spelar även för Armeniens herrlandslag i fotboll, som han debuterade för år 2008.
Mkrttjian inledde sin seniorkarriär i Jerevanklubben Pjunik år 2006. Där spelade han fram till år 2011, då han flyttade till Ukrainska Premier League-klubben Metalurh Donetsk.

## Meriter
FC Pjunik
- Armeniska fotbollsligan: 2007, 2008, 2009, 2010
- Armeniska supercupen: 2007, 2009
- Armeniska cupen: 2009, 2010